# Make Your Own Kind of Music
「Make Your Own Kind of Music」（メイク・ヨア・オウン・カインド・オブ・ミュージック）は、キャス・エリオットが1969年に発表した楽曲。
シンシア・ワイルとバリー・マン夫妻のペンによる代表曲として知られる。

## 概要・背景
キャス・エリオットが在籍していたママス&パパスが、実質的な解散を迎えるに至った1969年に発表したシングル曲。
ママス&パパスが世界的な人気を獲得していた中、本人は精神的に逼迫した日々を送っており、1963年に自身も在籍していた、アメリカ・ニューヨーク出身のフォークトリオ、THE BIG 3及びマグワンプスの中心人物でギタリストのジム・ヘンドリックスと婚約していたが、ベトナム戦争出征を逃れる為の偽装結婚として1968年に無効とされた。その最中の1967年には、娘のヴァネッサを出産するが、当時キャスは実の父親（ヴァネッサの父親はママス&パパスのバックでベース奏者だったチャールズ・ウェイン・デイ）の公表を避けた。この他、同年には、ママス&パパスがロンドンでの滞在時に、ホテルよりベッドリネンを盗んだ疑惑を掛けられ、予定していたイギリスでの公演をキャンセルせざるを得なくなると共に、ママス&パパスは実質的な解散に至った。
この楽曲は、キャス・エリオットのほかにもボビー・シャーマン、ポール・ウェスターバーグ、パロマ・フェイスらも歌っている。オリジナル版は、米国Top 40 Hitになった。

## エピソード
- 海外テレビドラマ『LOST』の数話でキャス・エリオットが歌っている版が重要な要素として登場する。
- 2006年2月にアメリカで放送されていた『スニッカーズ』のCMでは、ボビー・シャーマンのバージョンをBGMとして使用していた。
- 2023年公開の映画「バービー」の日本版の予告版映像にも用いられた。